# ميغيل رودريغيز أوريجويلا
ميغيل أنخيل رودريغيز أوريجويلا (بالإسبانية: Miguel Ángel Rodríguez Orejuela)،(ولد في 15 أغسطس 1943)، وهو بارون مخدرات كولومبي، وقائد سابق في كارتل كالي. وهو الأخ الأصغر لغيلبرتو رودريغيز أوريجويلا. تزوج من ملكة جمال كولومبيا لعام 1974، مارتا لوسيا إشيفيري.